# Partido Demócrata del Renacimiento Nacional
El Partido Demócrata del Renacimiento Nacional de Uzbekistán (en uzbeko: Oʻzbekiston “Milliy Tiklanish” Demokratik Partiyasi) es un partido político de Uzbekistán, es uno de los cuatro partidos "oficialmente sancionados" del país, junto con el Partido Democrático Popular, el Partido Liberal Democrático y el Partido Socialdemócrata de Justicia.

## Ideología y política
El partido se formó en 1995 con una membresía mayoritariamente intelectual y tiene una proporción relativamente alta de mujeres. Este aboga por un fuerte sentido de la cultura uzbeka, deseando un renacimiento cultural, mientras que también busca construir vínculos más estrechos con otros estados en Asia Central. El partido se opone a la influencia de Rusia en la región y atacó la fundación de la Comunidad Económica de Eurasia sobre esta base.

## Elecciones
En las últimas elecciones legislativas, el 24 de diciembre de 2004 y el 9 de enero de 2005, el partido obtuvo 11 de los 120 escaños. El candidato del partido para las elecciones presidenciales de 2007 fue Hurshid Dustmuhammad..

## Fusión
El partido anunció su intención de fusionarse con el Partido Demócrata Nacional de Autoclasificación en 2008, ya que ambospartidos compartían objetivos comunes. El nuevo grupo ha conservado el nombre del Partido Demócrata del Renacimiento Nacional.